# Biréacteur

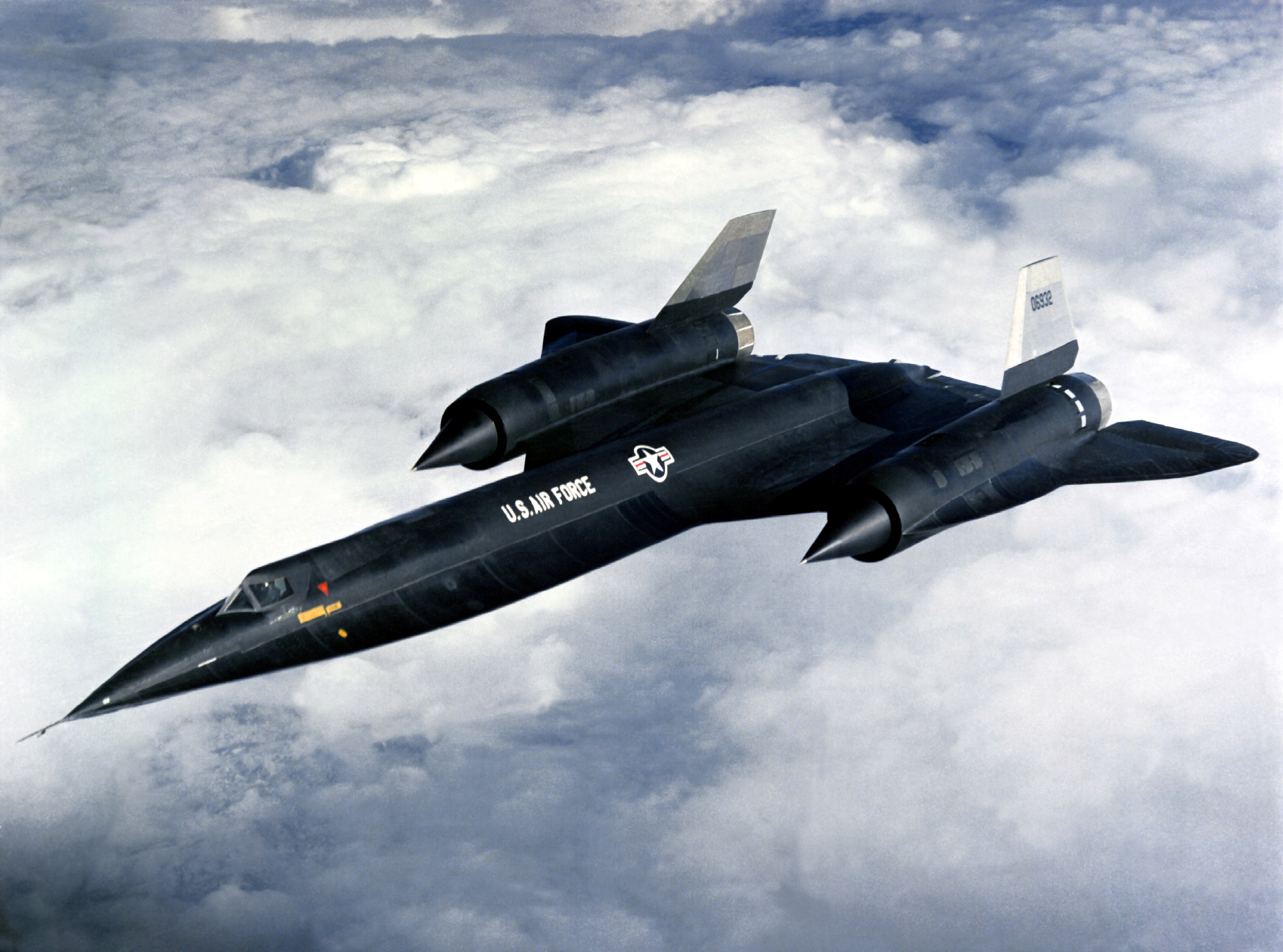
Exemple d'avion à biréacteur - Lockheed A-12, perdu au-dessus de la mer de Chine le 6 juin 1968.

Un biréacteur est un avion disposant de deux moteurs à réaction pour sa propulsion.
Les raisons de ce choix sont essentiellement liées à la répartition de la puissance et à la sécurité. Un avion civil biréacteur doit disposer de performances lui permettant certaines phases de vol en sécurité même avec un seul réacteur : c'est la réglementation ETOPS.